# Adam Woźnica
Adam Woźnica (9 de maio de 1994) é um voleibolista profissional polonês, jogador posição central. Desde a temporada 2019/2020 é jogador do clube KPS Siedlce.